# Oneško jezero
Oneško jezero je ledenjačko jezero na sjeverozapadnom dijelu europskog dijela Rusije, drugo po površini u Europi. U jezero Onegu ulijeva se oko 50 rijeka, a iz njega se izlijeva samo rijeka Svir koja pripada baltičkom slijevu.
Na jezeru se nalazi oko 1650 otoka, od kojih je najpoznatiji otok Kiži, na kojemu se nalazi povijesni kompleks 89 pravoslavnih drvenih crkava izrađenih u vremenu od 15. do 20. stoljeća, koji je na popis UNESCO-ove Svjetska baština. 
Na istočnoj obali jezera nalazi se oko 1200 petroglifa iz vremena od 4. do 2. tisućljeća pr. Kr. 
Jezero Onega dio je vodenog kanalnog sustava koji povezuje Baltičko more s Bijelim morem (Bjelomorsko-baltički kanal), i povezuje ta dva mora s rijekom Volgom. 
Veći gradovi na obali su Petrozavodsk, Kondopoga, Medvezhyegorsk.

## Vanjske poveznice
|  | Zajednički poslužitelj ima još gradiva o temi Oneško jezero |